# Microcosmus australis
Microcosmus australis is een zakpijpensoort uit de familie van de Pyuridae. De wetenschappelijke naam van de soort is voor het eerst geldig gepubliceerd in 1898 door Herdman.